# Peter Faerber
Peter Faerber (* 1. Juli 1953 in Linz, Oberösterreich) ist ein österreichischer Film- und Theaterschauspieler sowie Synchronsprecher.

## Leben

### Übersicht
Faerber absolvierte die als Brucknerkonservatorium bekannt gewordene Anton Bruckner Privatuniversität in Linz, ehe er 1974 nach Deutschland zog. Hier war Faerber als Schauspieler bald an vielen renommierten Theatern tätig, darunter in Rendsburg, Bremerhaven, Münster und Hamburg. Seine Palette an Theaterengagements, darunter in Hamlet oder Amadeus wo er Mozart persönlich verkörperte, gilt als sehr umfangreich. Faerber arbeitete mit zahlreichen Regiegrößen, darunter Paulus Manker, Roman Polański oder Gerhard Klingenberg.
Mitte der 1980er Jahre zog Faerber zurück nach Österreich, wo er sich in Wien niederließ. Auch in seiner österreichischen Heimat zählte Faerber bald zu einem gebuchten Schauspieler, der neben Theaterengagements auch in Filmrollen zu sehen war und Synchronisierungen übernahm.

### Schauspielkarriere
Zu Peter Faerbers bekanntestem Film der letzten Jahre zählt Die Gottesanbeterin aus dem Jahr 2001, an der Seite von Christiane Hörbiger. Aber auch als Gastdarsteller einiger bekannter österreichischer und internationaler Fernsehserien, wie etwa Kommissar Rex, SOKO Donau, Ein Fall für Zwei oder Der Bulle von Tölz konnte er verpflichtet werden.

### Synchronsprecher
Österreichischen Kindern und Jugendlichen ist Peter Faerbers Stimme durch die Fernsehserie Tom Turbo ein Begriff, in der er dem Fahrrad mit den 111 Tricks seit 1993 seine Stimme leiht. Auch in einem anderen Format von Thomas Brezina, der Hörspielserie der Knickerbocker-Bande war seine Stimme zu hören – dieses Mal jedoch als Erzähler. Darüber hinaus ist er in vielen ORF-Produktionen, wie etwa Universum oder aktuell in Im Zentrum als Stimme im Off zu hören.
Durch seinen markanten Wiener Dialekt wurde Peter Faerber auch verpflichtet, in zwei Hollywood-Produktionen zwei berüchtigten Österreichern seine Stimme zu leihen. In Schindlers Liste dem Steven-Spielberg-Film aus dem Jahr 1993 lieh er dem aus Wien stammenden KZ-Kommandanten Amon Göth die Stimme, der im Film von Ralph Fiennes dargestellt wird; und 2008 synchronisierte er in Bryan Singers Film Operation Walküre – Das Stauffenberg Attentat den Diktator Adolf Hitler (David Bamber).

## Filmografie (Auswahl)
- 1980: Grenzfälle
- 1982: St. Pauli-Landungsbrücken (Fernsehserie, eine Folge)
- 1984: Gespenstergeschichten: Im Schatten des Zweifels
- 1989: Weiningers Nacht
- 1998: Drei Herren
- 2000: Polt muss weinen
- 2001: Tatort – Nichts mehr im Griff
- 2001: Tatort – Böses Blut
- 2001: Die Gottesanbeterin
- 2003: Medicopter 117 – Jedes Leben zählt – Vier Elemente
- 2006: Karo und der Liebe Gott
- 2006: Die Rosenheim-Cops – Schöner Hannes, toter Hannes
- 2007: Die Rosenkönigin
- 2009: Die Rosenheim-Cops – Ein tödliches Projekt
- 2010: Tante Herthas Rindsrouladen
- 2011: Der Mann mit dem Fagott – Regie: Miguel Alexandre
- 2011: Der Kardinal
- 2012: Hannas Entscheidung
- 2012: Die Rosenheim-Cops – Tod im Schrebergarten
- 2013: Tom Turbo – Von 0 auf 111
- 2016: Die Rosenheim-Cops – Bergab in den Tod
- 2017: SOKO Donau – Über den Dächern von Linz
- 2017: Die Freibadclique
- 2019: Stadtkomödie – Curling for Eisenstadt
- 2020: Wischen ist Macht – Jausengegner

## Hörspiele und Features (Auswahl)
- 1972: Ernest Hemingway: Das kurze glückliche Leben des Francis Macomber – Regie: Ferry Bauer (Hörspielbearbeitung – ORF Oberösterreich)
- 2007: Christian Lerch: Meth – die Droge zum Selbermachen – Regie: Christian Lerch (Feature – ORF)

## Auszeichnungen
- 1982 Boy-Gobert-Preis
- 1986/87 Karl-Skraup-Preis